# 竹内峠
竹内峠（たけのうちとうげ）は、大阪府南河内郡太子町と奈良県葛城市の府県境にある、竹内街道（国道166号）が通る峠である。

## 概要
太古から交通の要所であり、聖徳太子もこの峠を越えて四天王寺と飛鳥を往復したとされる。また、遣隋使などの使節もこの峠を越えて飛鳥京を訪れた。
天誅組が敗走して大阪に逃れるルートもここである。
1974年（昭和49年）に国道166号に指定され、1984年に峠のすぐ北を深く掘り下げられ、国道166号バイパスが通っている。

## 周りの環境
すぐ北側に二上山がそびえている。南は平石峠、岩橋山を経て大和葛城山がそびえる。
竹内峠はすぐ近くに二上山の登山口があるなど、自然がほぼ手付かずで残っている。
大阪側からは少ない勾配で長い距離を進むことになり、奈良側からは短い距離を一気に駆け上がることになる。
車の通りも多く、交通安全さえ守れば安全にウォーキングなどが楽しめる。
また峠から奈良側を見ると、見える範囲は狭いが夜景を楽しむことができる。大阪側の夜景は少し下ったところにある道の駅近つ飛鳥の里太子から観られる。

## 交通
- 国道166号
- 近鉄南大阪線・上ノ太子駅または当麻寺駅、磐城駅から徒歩。